# Tornei di tennis femminili nel 1879
Prima della nascita del WTA Tour, ossia l'apertura alle tenniste professioniste dei tornei che prima di quell'anno erano riservati alle tenniste dilettanti, tutti gli eventi più importanti erano amatoriali, tra questi c'era il Torneo di Wimbledon.

## Gennaio
Nessun evento

## Febbraio
Nessun evento

## Marzo
Nessun evento

## Aprile
Nessun evento

## Maggio
| Settimana | Torneo                                                                        | Vincitore  | Finalista     | Semifinalisti | Eliminati ai quarti |
| --------- | ----------------------------------------------------------------------------- | ---------- | ------------- | ------------- | ------------------- |
| 2 maggio  | Earlsfort Terrace Tournament 1879 Dublino, Irlanda Asfalto Singolare - Doppio | Miss Perry | Miss Costello |               |                     |
| 2 maggio  | Earlsfort Terrace Tournament 1879 Dublino, Irlanda Asfalto Singolare - Doppio |            |               |               |                     |

## Giugno
| Settimana | Torneo                                                            | Vincitore                                     | Finalista                  | Semifinalisti | Eliminati ai quarti |
| --------- | ----------------------------------------------------------------- | --------------------------------------------- | -------------------------- | ------------- | ------------------- |
| 10 giugno | Irish Championships 1879 Dublino, Irlanda Erba Singolare - Doppio | D. Meldon 6-2 0-6 8-6                         | May Langrishe              |               |                     |
| 10 giugno | Irish Championships 1879 Dublino, Irlanda Erba Singolare - Doppio |                                               |                            |               |                     |
| 10 giugno | Irish Championships 1879 Dublino, Irlanda Erba Singolare - Doppio | Doppio misto: E. Elliot Miss Costello 6-4 6-4 | C.D. Barry Adela Langrishe |               |                     |

## Luglio
Nessun evento

## Agosto
Nessun evento

## Settembre
| Settimana   | Torneo                                                                           | Vincitore        | Finalista | Semifinalisti | Eliminati ai quarti |
| ----------- | -------------------------------------------------------------------------------- | ---------------- | --------- | ------------- | ------------------- |
| 9 settembre | South of Ireland Championships 1879 Limerick, Irlanda Asfalto Singolare - Doppio | A. Rice 6-3, 6-4 | T. Rice   |               |                     |
| 9 settembre | South of Ireland Championships 1879 Limerick, Irlanda Asfalto Singolare - Doppio |                  |           |               |                     |

## Ottobre
| Settimana  | Torneo                                                                         | Vincitore                                   | Finalista             | Semifinalisti | Eliminati ai quarti |
| ---------- | ------------------------------------------------------------------------------ | ------------------------------------------- | --------------------- | ------------- | ------------------- |
| 11 ottobre | Torneo di Cheltenham 1879 Cheltenham, Gran Bretagna Asfalto Singolare - Doppio | Miss Mardall 6-5, 6-4, 3-6, 3-6, 6-3        | Miss Bradley          |               |                     |
| 11 ottobre | Torneo di Cheltenham 1879 Cheltenham, Gran Bretagna Asfalto Singolare - Doppio | Miss Abercrombie Miss Bradley 6-2, 6-3, 6-2 | Mrs Hill Miss Mardall |               |                     |

## Novembre
Nessun evento

## Dicembre
Nessun evento